# WERV
WERV was de benaming voor een regionaal stedelijk netwerk in het centrum van Nederland. Het bestond uit de plaatsen en gemeenten Wageningen (Gelderland), Ede (Gelderland), Rhenen (Utrecht) en Veenendaal (Utrecht). 

## Doelen
De WERV was een samenwerkingsverband tussen de vier gemeenten en bestond tussen 2002 en 2011. De regionale samenwerking was in eerste instantie vooral gericht op doelen binnen de ruimtelijke en landschappelijke ontwikkeling, zoals de bescherming van het 'Binnenveld', de ordening en sturing van ontwikkelingen langs de A12 en de spoorlijn en de afstemming van noodzakelijke uitbreidingen van woongebieden en bedrijventerreinen. 
Later werd breder samengewerkt. Zo ontstond er samenwerking op het gebied van sociale zaken, volkshuisvesting en economie.
De vier steden vullen elkaar aan. Zo heeft Wageningen een universiteit en een binnenhaven, Ede en Veenendaal hebben industrie, bedrijventerreinen en treinstations. Tegelijkertijd zijn de steden erg verschillend. Zo kent Veenendaal veel IT Bedrijven, heeft Wageningen een duidelijke linkse politieke signatuur, heeft Ede te kampen met achterstandswijken en grotestedenproblematiek. Rhenen trekt veel dagjesmensen met Ouwehands Dierenpark en de Grebbeberg.

## Openbaar vervoer
Er werd gewerkt aan een netwerk van snel regionaal openbaar vervoer. In dit kader is de zogenaamde Valleilijn gerealiseerd. De provincie Gelderland presenteerde een hoogfrequente busverbinding tussen Wageningen en Ede en de spoorlijn Nijkerk - Ede-Wageningen als één openbaarvervoerstraject tussen Amersfoort en Wageningen. Voor de toekomst werd in WERV-verband nagedacht over de aanleg van een vorm van lightrail in de regio.

## Opheffing
Begin 2011 werd de WERV opgeheven en vervangen door het regioverband FoodValley. WERV is daarbij uitgebreid met de vier gemeenten in de Gelderse Vallei, Barneveld, Nijkerk, Renswoude en Scherpenzeel.